# الدستور السويدي لعام 1719

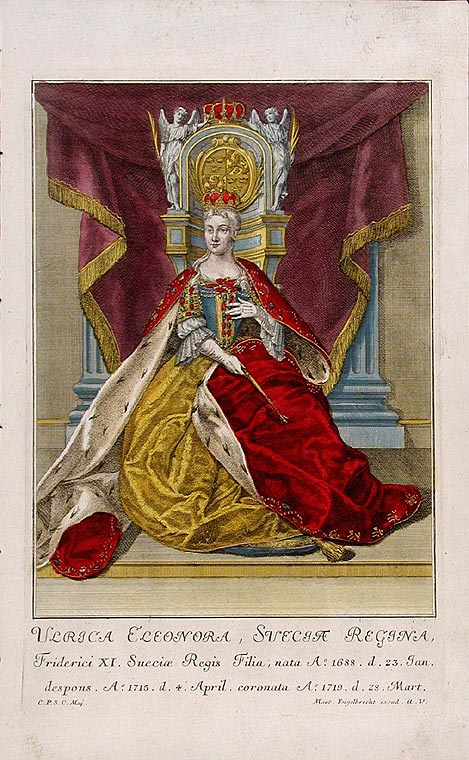
أولريكا إليونورا ملكة السويد بحيث صدر الدستور في عهدها.

الدستور 1719 (بالسويدية: regeringsform)؛ الذي تم اعتمده من قبل ريكسداغ الطبقات (البرلمان السويدي) في 21 فبراير 1719، كانت بمثابة دستور مملكة السويد منذ عام 1719 حتى عام 1720. وعلى الرغم من أنها ظل ساري المفعول لبضعة أشهر فقط، إلا أنه كان له أهمية كبيرة في التاريخ السويدي، حيث كان إصداره بمثابة نهاية الحقبة الأولى من الحكم المطلق في البلاد (1680-1719)؛ وبداية فترة الملكية الدستورية والحكومة البرلمانية المعروفة تقليديًا باسم عصر الحرية.
تم صياغة الدستور نتيجة لأزمة الخلافة التي حدثت بعد وفاة كارل الثاني عشر ملك السويد بدون أبناء خلال حرب الشمال الكبرى تاركًا خلفه ورثة محتملين: أخته أولريكا إليونورا الصغرى وابن شقيقته كارل فريدرش دوق هولشتاين-غوتورب، تم حل الأزمة في النهاية من خلال صفقة اعترف بموجبها البرلمان بأولريكا كملكة حاكمة، وفي المقابل وقعت على دستور جديد التي تخلت بموجبه عن الملكية المطلقة التي قننها والدها الملك كارل الحادي عشر في السابق، على هذا النحو كان في الواقع بمثابة إحياءً لدستور 1634، وبالفعل تم اختيار عنوان "دستور الحكم" (بالسويدية: regeringsform)؛ عمدًا لاستدعاء تلك الدستور السابق، ومع ذلك كان هناك اختلافات جوهرية بين الاثنين، حيث تتمتع دستور 1634 بوظيفة توصفية وإدارية أضيق بينما كان المقصود من دستور 1719 صراحة أن يكون دستورًا سياسيًا بالمعنى الحديث.
بعد عام واحد فقط من نشرها، تم استبداله بدستور جديد في 1720، على الرغم من أن الاثنين كانا متطابقين إلى حد كبير في المحتوى، إلا أن دستور 1720 ظل ساري المفعول لبقية عصر الحرية حتى تمت استعادة الحكم المطلق من خلال الانقلاب الذاتي الذي قام به الملك غوستاف الثالث في عام 1772.